# Anopheles deaneorum
Anopheles deaneorum är en tvåvingeart som beskrevs av Rosa-freitas 1989. Anopheles deaneorum ingår i släktet Anopheles och familjen stickmyggor. Inga underarter finns listade i Catalogue of Life.